# 「精神病」者グループごかい
「精神病」者グループごかい（せいしんびょうしゃ-）または松山精神障害者互助会（まつやませいしんしょうがいしゃごじょかい）とは愛媛県松山市の精神障害者患者会である。ごかいコンツェルンとも言われている。患者会が運営する県内初の小規模作業所を運営していた。交流団体などとともに障害者などの労働自己決定権思想「働かない権利」を訴えている。

## 概要
1980年9月26日、精神科医の笠陽一郎、ケースワーカーの谷本圭吾、心理の武崎美弥子などの元・堀江病院の中心の医療スタッフによる支援を受け、森山藤昭を中心に元・堀江病院の10名程度の集まりが自然発生、味酒内科神経科（現・味酒心療内科）5階にて発足。身体障害者の介護等を行いながら運営。会員は社会復帰を目指すが、頓挫するケースが目立ち、反社会復帰路線へ転換する。1985年、アパート「泉市荘」に移転、自立する。同年「へんなジュース屋」を1986年「へんな古本屋」開店、1990年には新「泉市荘」を完成させる。1993年「へんなたばこ屋」を開店。会報は「ごかい通信」。
笠医師は当時、「今の精神病院は障害者を収容するためにあるだけ」とし「薬の投与と注射、それに5分程度の問診ではなんの治療にもならない」と10年近い精神科病院勤務を通じて痛感し、鉄格子やドアの鍵を取り外したイギリス流の集団治療（グループセラピー）理論を実践。それが母体になった患者会である。

### へんな古本屋
へんな古本屋はリサイクルショップで、主にカンパで集まった古書や日用品を中心に販売。1998年には患者会が運営する県内初の小規模作業所として認可された。社会に弱者の人権、合成洗剤による環境問題などを訴えながら運営していた。2006年にはNPO法人どんまいの店舗部門となったが、メンバーの高齢化により維持できなくなり2008年3月に閉店した。

## 書籍
- わしらの街じゃあ!―「精神病」者が立ちあがりはじめた　精神病者グループごかい　社会評論社　1984年
- 天上天下「病」者反撃!―地を這う「精神病」者運動　「病」者の本出版委員会[6]社会評論社　1995年　ISBN 9784784501397

メンバーによる執筆参加をした書籍には下記の本がある。
- キーサン革命宣言―精神病者のセーカツとカクメイ　江端一起　アットワークス 2013年 ISBN 9784939042881